# نواه برادلي
نواه برادلي (بالإنجليزية: Noah Bradley)‏ هو فنان أمريكي، ولد في 2000.

## وصلات خارجية
- الموقع الرسمي